# Glavičorak
Glavičorak su naseljeno mjesto u sastavu Grada Bijeljine, Republika Srpska, BiH.

## Stanovništvo
| Glavičorak         |              |
| godina popisa      | 1991.        |
| Srbi               | 358 (99,72%) |
| Muslimani          | 0            |
| Hrvati             | 1 (0,27%)    |
| Jugoslaveni        | 0            |
| ostali i nepoznato | 0            |
| ukupno             | 359          |